# Liste der Stolpersteine im Kölner Stadtteil Bilderstöckchen
Die Liste der Stolpersteine im Kölner Stadtteil Bilderstöckchen führt die vom Künstler Gunter Demnig verlegten Stolpersteine im Kölner Stadtteil Bilderstöckchen auf.
Die Liste der Stolpersteine beruht auf den Daten und Recherchen des NS-Dokumentationszentrums der Stadt Köln, zum Teil ergänzt um Informationen und Anmerkungen aus Wikipedia-Artikeln und externen Quellen. Ziel des Kunstprojektes ist es, biografische Details zu den Personen, die ihren (letzten) freiwillig gewählten Wohnsitz in Köln hatten, zu dokumentieren, um damit ihr Andenken zu bewahren.
Anmerkung: Vielfach ist es jedoch nicht mehr möglich, eine lückenlose Darstellung ihres Lebens und ihres Leidensweges nachzuvollziehen. Insbesondere die Umstände ihres Todes können vielfach nicht mehr recherchiert werden. Offizielle Todesfallanzeigen aus den Ghettos, Haft-, Krankenanstalten sowie den Konzentrationslagern können oft Angaben enthalten, die die wahren Umstände des Todes verschleiern, werden aber unter der Beachtung dieses Umstandes mitdokumentiert.
| Bild                                                         | Name sowie Details zur Inschrift | Adresse                          | Zusätzliche Informationen |
| ------------------------------------------------------------ | --- | -------------------------------- | --- |
| Stolperstein für Hans Hermann Haimann (Escher Straße 247)    | Hier lernte Hans Hermann Haimann (Jahrgang 1920) Flucht 1939 Belgien Interniert 1943 Mechelen Deportiert 1943 Ermordet in Auschwitz | Escher Straße 247 (Standort)     | Der Stolperstein erinnert an Hans Hermann Haimann, ehemaliger Schüler des Dreikönigsgymnasiums. |
| Stolperstein für Wilhelm Rosendahl (Kaiserswerther Straße 1) | Hier lernte Wilhelm Rosendahl (Jahrgang 1881) Deportiert 1941 Łódź / Litzmannstadt Ermordet Mai 1942 Chelmno / Kulmhof              | Kaiserswerther Str. 1 (Standort) | Der am 19. April 2018 verlegte Stolperstein erinnert an Wilhelm Rosendahl, geboren am 2. Januar 1881 in Gangelt. Der Witwer Wilhelm Rosendahl war der Sohn von David Rosendahl und seiner Frau Anna (Fanni), geborene Kaufmann. Wilhelm Rosendahl wurde am 22. Oktober 1941 aus dem Ghettohaus Mozartstraße 56 mit dem 1. Kölner Transport in das Ghetto Litzmannstadt deportiert. Dort wohnte er in der „Sulzfelder Strasse (ul. Brzezinska), 63 Flat 66“. Im Mai 1942 wurde er in das Vernichtungslager Kulmhof verbracht. Dort verliert sich seine Spur. |
| Stolperstein für Günther Leo Pins (Escher Straße 247)        | Hier lernte Günter Leo Pins (Jahrgang 1917) Flucht 1939 Belgien Interniert 1940 Gurs Deportiert 1942 Ermordet in Auschwitz          | Escher Straße 247 (Standort)     | Der Stolperstein erinnert an Günter Leo Pins, ehemaliger Schüler des Dreikönigsgymnasiums. |

## Quelle
- NS-Dokumentationszentrum - Stolpersteine | Erinnerungsmale für die Opfer des Nationalsozialismus (Stadtteilliste Bilderstöckchen)